# Sousse Sidi Abdelhamid
La delegació o mutamadiyya de Sousse Sidi Abdelhamid (àrab: معتمدية سوسة سيدي عبد الحميد, muʿtamadiyyat Sūsa Sīdī ʿAbd al-Ḥamīd) és una delegació de Tunísia a la governació de Sussa, formada pels barris al nord-oest de la ciutat de Sussa, abans d'arribar a Hammam Sousse. En direcció a l'est afronta amb la zona costanera coneguda com Sousse Médina. La delegació té una població de 41.760 habitants.

## Administració
Com a delegació o mutamadiyya, duu el codi geogràfic 31 54 (ISO 3166-2:TN-12) i està dividida en quatre sectors o imades:
- Taieb M’hiri (31 54 51)
- Ibn Khaldoun (31 54 52)
- Ksibet Ech-Chatt (31 54 53)
- Sidi Abdelhamid (31 54 54)

A nivell de municipalitats o baladiyyes, forma part de la municipalitat de Sussa (codi geogràfic 31 11).